# خالد بکداش
خالد بکداش (به عربی: خالد بکداش Khalid Bakdash)؛ (زاده ۱۹۱۲ – درگذشته ۲۴ ژوئیه ۱۹۹۵) رهبر حزب کمونیست سوریه (SCP) بود که از سال ۱۹۳۶ تا زمان مرگش این سمت را در دست داشت. بکداش در سال ۱۹۵۴ به عنوان نخستین عضو حزب کمونیست وارد پارلمان عربی شد. او از آن زمان به بعد «ریش‌سفید کمونیسم عرب» لقب گرفت.

## زندگی
خالد بکداش در سال ۱۹۱۲ به دنیا آمد. او نخستین بار در سن ۱۸ سالگی و در هنگامی که دانشجوی دانشگاه دمشق بود، جذب حزب کمونیست شد. او در آن سال‌ها به تهییج مردم علیه اشغالگری فرانسه در سوریه می‌پرداخت و به همین دلیل مورد پیگرد پلیس قرار گرفت. در سال ۱۹۳۳ به دستور حزب از کشور خارج شد و به شوروی رفت و در سال ۱۹۳۴ در دانشگاه کمونیستی زحمتکشان شرق در مسکو ثبت نام کرد.

## دبیرکلی حزب کمونیست سوریه
خالد بکداش در سال ۱۹۳۶ به سوریه بازگشت و به عنوان دبیرکل ادارهٔ حزب کمونیست سوریه و لبنان را در دست گرفت و تا پایان عمر خود نیز این سمت را حفظ کرد. او جنبش زیرزمینی مقاومت سوریه علیه دولت ویشی فرانسه را در دوران اشغال سوریه توسط فرانسه رهبری کرد. هنگامی که سوریه در سال ۱۹۴۲ تحت کنترل متفقین حکومت فرانسه ضمن دادن وعدهٔ استقلال، حزب کمونیست را نیز قانونی اعلام کرد و این تا زمان ممنوعیت آن ادامه داشت.
بکداش به عنوان دبیرکل حزب کمونیست سوریه رویکردی اعتدالی داشت. او در سال ۱۹۴۴ قوانین و برنامهٔ حزب را معین کرد که تصمیم در راستای سازگاری با اوضاع سیاسی جهان عرب را در آن زمان منعکس می‌کرد. این قوانین و برنامهٔ حزب بر پیوستن حزب به مبارزهٔ ضداستعماری تأکید می‌کرد و به جای یک سازمان پیشگام منحصراً مارکسیست-لنینیست که از اصول دیکته‌شدهٔ لنینیستی پیروی کند، ایجاد یک جنبش توده‌ای دموکراتیک را دنبال می‌کرد.
اگرچه بکداش غالباً ریش سفید کمونیسم عرب نامیده شده، اما تأثیر واقعی او بر روی دیگر احزاب کمونیستی به این اندازه نبوده‌است. او به‌طور مشخص با فهد که از ۱۹۴۱ تا ۱۹۴۹ رهبر حزب کمونیست عراق بود، رابطه‌ای متلاطم داشت. در اوایل دههٔ ۱۹۴۰ تا نیمهٔ این دهه بکداش از حزب خلق عراق به رهبری عزیز شریف حمایت می‌کرد که به مانند حزب کمونیست سوریه به دنبال تأسیس حزبی گسترده با تأکید بر روی مسئلهٔ ملی بود، و این در حالی بود که حزب کمونیست عراق به رهبری فهد رویکرد لنینیستی اورتودوکسی‌تری را در پیش گرفته‌بود. همچنین فهد هم به او مظنون بود که از کمونیست‌های عراقی ساکن دمشق به صورت مخفیانه اطلاعاتی کسب می‌کند.

## نخستین قائم مقام کمونیست در جهان عرب
بکداش در سال ۱۹۵۴ در پارلمان سوریه صاحب کرسی شد و در دورهٔ دمکراتیک آشفتگی سوریه که از ۱۹۵۴ تا ۱۹۵۸ به طول انجامید، یک مرحلهٔ توأم با احتیاط را به پیش برد. مهم‌ترین مسئلهٔ پیش روی او در این مرحله، مسئلهٔ اتحاد عرب و به‌طور مشخص اتحاد با مصر به رهبری جمال عبدالناصر بود. بکداش به شدت منتقد ناصر بود، به ویژه هنگامی که او علیه مخالفان سیاسی‌اش و به‌طور مشخص کمونیست‌ها و اخوان‌المسلمین دست به سرکوب زد. ناصر تکثر سیاسی را نپذیرفت و احزاب در دورهٔ او از فعالیت منع شدند.
با این حال، حمایت مردمی از اتحاد با مصر، بکداش را مجبور کرد تا خود را با شرایط تطبیق دهد. حنا بطاطو تاریخنگاری فلسطینی که به خاطر نگارش تاریخ سیاست مدرن کشورهای عربی اهمیت دارد، احتمال می‌دهد که او می‌باید از شرکت کردن حزب کمونیست در هیئت نمایندگی سوریه برای متقاعد ساختن جمال عبدالناصر برای وحدت مصر و سوریه و تأسیس جمهوری متحد عربی در سال ۱۹۵۸ آگاه بوده و حتی شاید آن را تأیید هم کرده‌باشد. با این حال بکداش بشخصه با نگارش نامه‌ای که در دسامبر ۱۹۵۸ انتشار یافت و در آن خواهان قانونی‌شدن احزاب سیاسی شد و انتقال به جمهوری متحد عربی را فدراسیونی لرزان خوانده‌بود، واکنش تندی به رهبری مصر نشان داد. در نتیجهٔ این اقدام، حزب با سرکوب شدید مواجه شد. بکداش سوریه را به مقصد مسکو ترک کرد و تا سال ۱۹۶۶ در آنجا ماند.
سوریه در سال ۱۹۶۱ از جمهوری متحد عربی کناره‌گیری کرد. عناصر مهمی در ارتش و بورژوازی و همچنین کمونیست‌ها از این تصمیم پشتیبانی کردند، اما این جدایی به شدت جنجالی بود و احزابی که از آن پشتیبانی کردند با کاهش محبوبیت مردمی مواجه شدند و در نتیجه اعضای حزب کمونیست سوریه به چند صد نفر کاهش یافت.

## رهبر حزب تحت حاکمیت حزب بعث
کودتای روز ۸ مارس ۱۹۶۳ که از جانب هواداران اتحاد مجدد با مصر و به‌طور خاص بعثی‌ها، ناصریست‌ها و جنبش ملی‌گرایی عربی انجام شد، پایان کار دولت جدایی‌خواه را رقم زد، هرچند که اتحاد مجدد هرگز تحقق نیافت. از آن زمان تا دههٔ ۱۹۷۰، حزب کمونیست تا اندازه‌ای مورد سرکوب قرار گرفت.
در سال ۱۹۶۶، کمیتهٔ نظامی مخفی حزب بعث سوریه قدرت گرفت و یک خط چپ‌گرا ایجاد کرد. بکداش اجازه یافت تا از مسکو بازگردد، اما از درگیر شدن در فعالیت سیاسی عمومی منع شد. پس از آنکه حافظ اسد در ۱۹۷۰ در سوریه به قدرت رسید، قصد خود را از اتخاذ مجدد مشی تکثرگرایانهٔ سیاسی در پس‌زمینهٔ دموکراسی مردمی اعلام کرد. بر اساس این مشی جبههٔ مترقی ملی تشکیل شد که از ائتلاف احزاب پشتیبان گرایش ناسیونالیسم عربی و سوسیالیستی حکومت تشکیل شده‌بود که رهبری حزب بعث را پذیرفته‌بودند. بکداش از میان فعالیت غیرقانونی و پیوستن به این جبهه، دومی را انتخاب کرد. ریاض الترک بعدها یک جناح رادیکال کوچک از حزب را در مخالفت با این اقدام رهبری کرد.
اختلاف نظر میان بکداش و معاون دبیرکل، یوسف فیصل در سال ۱۹۸۶ منجر به انشعاب در حزب شد. فیصل از سیاست‌های جدید پرسترویکا و گلاسنوست که از سوی دبیرکل وقت حزب کمونیست شوروی میخائیل گورباچف دنبال می‌شد حمایت می‌کرد. اما بکداش مخالف این سیاست‌ها بود. تعداد زیادی از روشنفکران حزب به همراه فیصل از حزب جدا شدند، این در حالی بود که بکداش پشتیبانی پایگاه کردی قابل ملاحظهٔ حزب را از دست نداد.
خالد بکداش در سال ۱۹۹۵ در دمشق در سن ۸۳ سالگی درگذشت. همسر بیوهٔ او وصال فرحه بکداش پس از وی به عنوان دبیرکل حزب انتخاب شد.